# Casa de nines
|  | Per a altres significats, vegeu «Casa de nines (desambiguació)». |

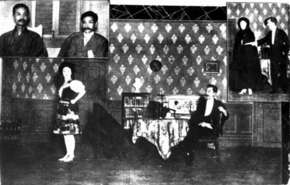
Una presentació de l'obra al Japó, en 1911

Casa de nines (títol original en noruec: Et dukkehjem) és una peça teatral que Henrik Ibsen va escriure entre Roma i Amalfi l'any 1879. Va ser publicada el desembre del mateix any i estrenada el gener de 1880 a Christiania, actual Oslo. Protegida pel Programa Memòria del Món de la UNESCO, és l'obra més traduïda i més representada de l'autor.
Va ser la primera obra d'Ibsen representada en català. La primera traducció, de Frederic Gomis, es va estrenar al Teatre Gran Via de Barcelona, el 1893, uns mesos després d'haver estrenat al Teatre Novetats de Barcelona Un enemigo del pueblo, en castellà.
Com ocorre al posterior Un enemic del poble, es tracta d'un drama contemporani en què l'individualisme dels personatges s'enfronta a la moral i als costums establerts. Ambdues obres pertanyen a l'època de "drames moderns" o "drames domèstics" d'Ibsen.

## Argument

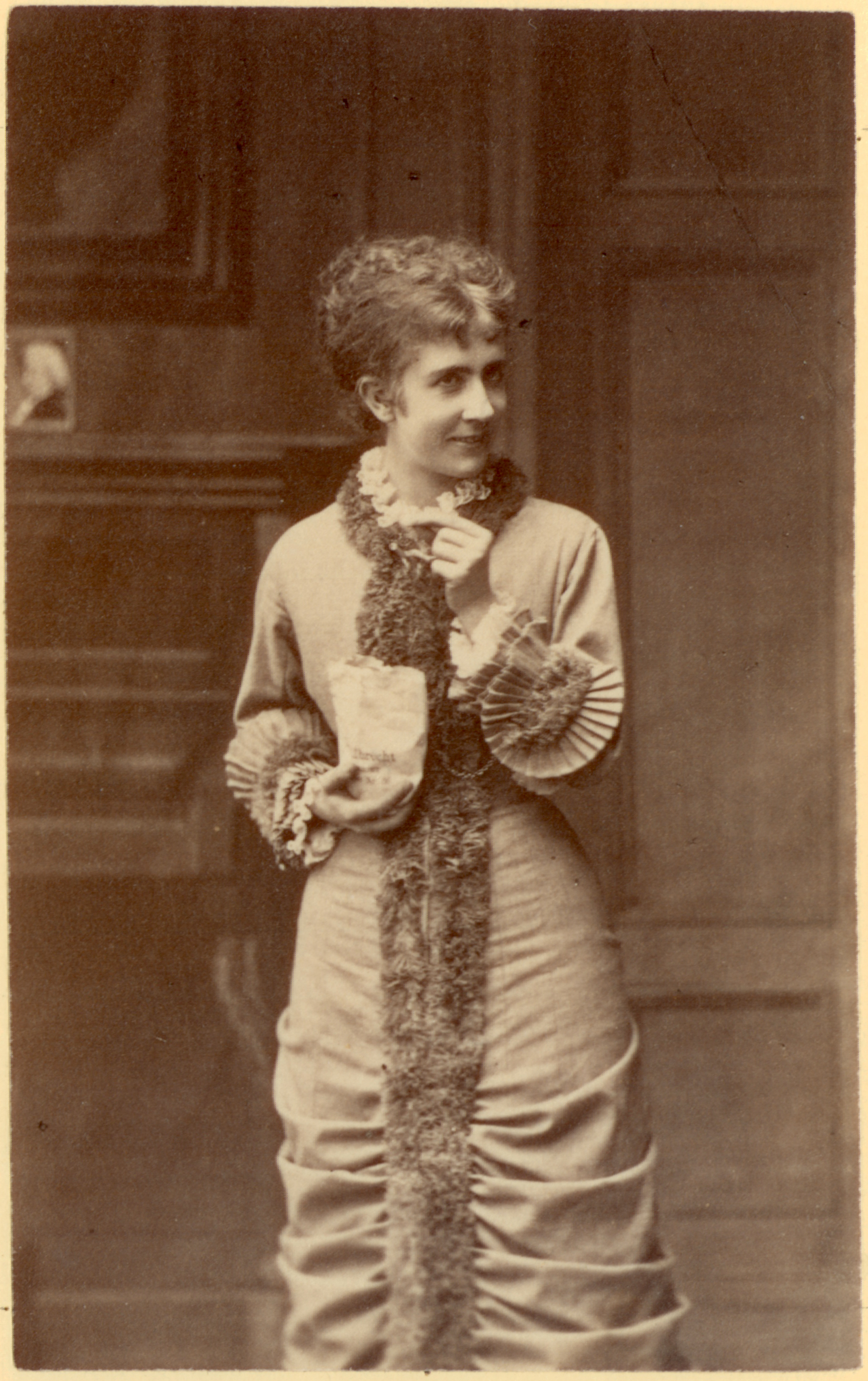
L'actriu Betty Hennings interpretant a Nora el 1879 ó 1880

Nora Helmer és des de fa vuit anys l'esposa del banquer Torvald Helmer i mare de tres fills, i porta la típica vida d'una dona sotmesa al Patriarcat del segle xix. Com és habitual a la moral majoritària a la qual pertany, viu una vida superficial i d'imatge. Ningú no s'interessa veritablement per ella i és tractada com una pertinença més del seu marit, qui tampoc no la pren seriosament.
Torvald es posa malalt i hauria de viatjar a Itàlia per curar-se. El metge proposa a Nora que demani un préstec, com si ho hagués fet el seu marit, per a poder pagar el viatge. A la tornada, ja curat, Torvald se n'assabenta i s'escandalitza pel perjuri públic que significa. Després el prestador renuncia a fer públic el deute i Torvald perdona la seva dona, en el que seria un típic final feliç victorià "ben fet". Tanmateix, Nora decideix que no vol tornar a ser tractada com una nina per ningú més.

## Estil
L'obra va ser escrita en una època en què predominava el naturalisme teatral i començava a aparèixer el simbolisme. Encara es considerava que una "obra ben feta" havia de tenir un començament, una trama i un desenllaç en el qual s'exposen les idees. Però el final de Casa de nines és expressament obert, Ibsen no mostra el moment en què el marit de Nora llegeix la carta que ella li ha escrit, amb la qual cosa el final és una pregunta oberta, una invitació que l'espectador reflexioni, en comptes de ser moralitzat.
Altres elements innovadors són les accions interiors, la importància del que poden pensar o sentir els personatges i que no diuen, i especialment l'el·lipsi o obscenitat, quan hi ha coses que ocorren fora d'escena, que l'espectador no veu i ha de reconstruir al cap amb les dades de què disposa - no necessàriament amb solució única, ni amb solució.
L'obra presenta també idees naturalistes, com el tractament de l'herència i l'especificació de l'ambient on ha crescut el personatge principal. El passat no està gaire descrit, per la qual cosa no pot haver molta contradicció interna amb ell.
En paral·lel, Casa de nines es considerada una obra exemplar del denominat "teatre d'idees", que en aquest cas planteja entre diverses qüestions la condició de les dones, i on el personatge de la Nora representa a una persona empoderant-se que no es resigna a ser una "nina". En aquest darrer sentit, Nora ha estat considerada com a figura político-cultural postfeminista en diferents interpretacions.

## Cinema

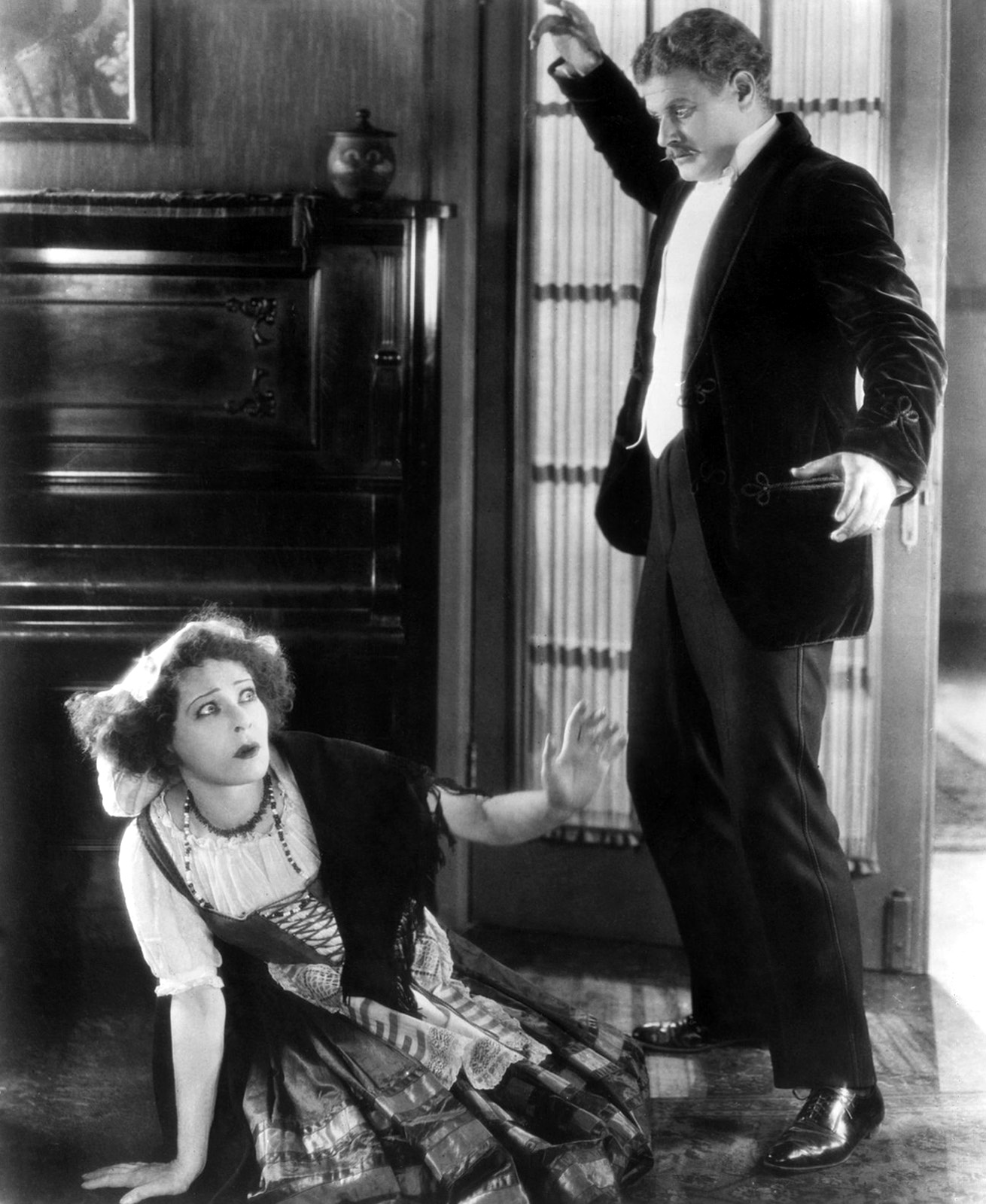
Fotograma d'una pel·lícula basada en Casa de nines, de 1922

Aquesta obra teatral ha tingut diverses versions cinematogràfiques, com:
- Casa de muñecas (1945) d'Ernesto Arancibia
- Nora (1944) de Pat Murphy
- A Doll's House (1973) de Joseph Losey
- A Doll's House (1973) de Patrick Garland
- Nora Helmer (1974) de Rainer Werner Fassbinder